# Lagoa do Mato, Maranhão
Lagoa do Mato este un oraș în unitatea federativă Maranhão (MA), Brazilia.